# شهرداری سالا
شهرداری سالا (به لاتین: Sala Municipality) یک شهرداری در لتونی است شهرداری سالا ۴٬۴۱۵ نفر جمعیت دارد.